# 斯巴达克 (莫斯科区)
斯巴达克是吉尔吉斯斯坦楚河州莫斯科区下辖的一个村。根据2009年吉尔吉斯斯坦人口普查，该村人口为1217人。